# Bernd Diessner
Bernd Diessner (República Democrática Alemana, 26 de marzo de 1946) fue un atleta alemán especializado en la prueba de 5000 m, en la que consiguió ser medallista de bronce europeo en 1966.

## Carrera deportiva
En el Campeonato Europeo de Atletismo de 1966 ganó la medalla de bronce en los 5000 metros, con un tiempo de 13:48.8 segundos, llegando a meta tras el francés Michel Jazy y su compatriota Harald Norpoth (plata con 13:44.0 segundos).